# Aino Kann Rasmussen
Aino Kann Rasmussen (nascida em 14 de dezembro de 1937, Hellerup) é uma arqueóloga dinamarquesa, curadora e ex-presidente da Fundação Velux.

## Educação e carreira
Rasmussen estudou arqueologia com Peter Glob na Universidade de Aarhus, onde participou na expedição arqueológica dinamarquesa ao Bahrein. Depois de obter o diploma de mestre, ela tornou-se inspectora primeiro no Museu Nacional da Dinamarca e depois no Museu Esbjerg na Jutlândia. Em 1986, ela deixou o sector dos museus para trabalhar na casa de leilões de belas artes Bruun Rasmussen Kunstauktioner.
O pai de Rasmussen foi Villum Kann Rasmussen, o fundador da Velux e outras empresas dinamarquesas de fabricação de janelas. Ela actuou como directora e presidente do conselho da Velux Foundation, a fundação sem fins lucrativos criada pelo seu pai, de 1981 a 2007. Ela também escreveu uma biografia sobre o seu pai, Ét forsøg er bedre end tusind ekspertantagelser: V. Kann Rasmussen & Co (1991).
Ela foi nomeada Cavaleiro (Ridder) da Ordem de Dannebrog em 2002.